# Magyarkeresztúr
Magyarkeresztúr è un comune di 478 abitanti situato nella contea di Győr-Moson-Sopron, nell'Ungheria nordoccidentale.